# ام جلال
ام جلال (به عربی: أم جلال) یک روستا در سوریه است که در ناحیه تمانعه واقع شده‌است. ام جلال ۲٬۶۴۱ نفر جمعیت دارد.